# Astragalus beckwithii
Espèce
Astragalus beckwithii est une espèce de plantes à fleurs de la famille des Fabaceae. C'est une plante herbacée originaire d'Amérique du Nord.

## Description
Cette astragale est une plante herbacée pérenne. 

## Répartition et habitat
Cette astragale pousse en Amérique du Nord, au Canada et aux États-Unis.

## Nomenclature et systématique
Cette espèce a reçu d'autres appellations, synonymes mais non valides :
- Phaca beckwithii (Torr. & A. Gray) Piper
- Phacomene beckwithii (Torr. & A. Gray) Rydb.
- Tragacantha beckwithii (Torr. & A. Gray) Kuntze